# Orthodoxie
Orthodoxie (Grieks: ὀρθός, orthos, recht en δόξα, doxa, mening, glorie) is letterlijk juiste aanbidding of juiste leer. Een synoniem is rechtzinnigheid.

## Religies
Het woord orthodoxie kan toegepast worden op elke naam van een bepaalde religie of ideologie. In zo'n geval betekent het dat een orthodox persoon of groep vasthoudt aan de traditie van de betreffende stroming, in tegenstelling tot vrijzinnigen.

### Boeddhisme
Van Gautama Boeddha was bekend dat hij louter gehechtheid aan geschriften of dogmatische principes aan de kaak stelde, zoals werd genoemd in de Kalama Sutta. Bovendien volgt de Theravada-school van het boeddhisme strikte naleving van de Pāli Canon (tripiṭaka) en de commentaren zoals de Visuddhimagga. Vandaar dat de Theravada-school werd beschouwd als de meest orthodoxe van alle boeddhistische scholen, omdat deze bekendstaat als zeer conservatief, vooral binnen de discipline en praktijk van de Vinaya.

### Christendom
In de geschiedenis van het christendom is de periode van orthodoxie te dateren van het Concilie van Nicea (325) – het eerste van de Zeven oudste oecumenische concilies tot en met het Tweede Concilie van Nicea in 787 – tot aan het Oosters Schisma (1054), de definitieve breuk tussen het westers christendom, gedomineerd door de kerk van Rome, bekend geworden onder de naam Rooms-Katholieke Kerk, en het oosters christendom, bestuurd door het college van gelijke, lokale bisschoppen, bekend geworden onder de naam Oosters-Orthodoxe Kerk. De christelijke stroming die de dominante stroming zou zijn binnen het vroege christendom (vanaf de periode van Jezus tot Nicea, circa 30 tot 325) wordt door nieuwtestamenticus Bart D. Ehrman proto-orthodox christendom genoemd.
Na het Oosters Schisma van 1054 bleven zowel de westerse katholieke kerk als de Oosters-Orthodoxe Kerk zichzelf als uniek orthodox en katholiek beschouwen. Na verloop van tijd identificeerde de westerse kerk zich geleidelijk met het label katholiek en mensen in West-Europa associeerden het label orthodox geleidelijk met de oosterse kerk. Dit was in het licht van het feit dat zowel katholiek als orthodox al in respectievelijk de 2e en 4e eeuw in gebruik waren als kerkelijke bijvoeglijke naamwoorden.
Veel eerder scheidden de vroegste oriëntaals-orthodoxe kerken en het chalcedonische christendom zich in tweeën na het Concilie van Chalcedon (AD 451) vanwege verschillende christologische verschillen. Sindsdien handhaven oriëntaals-orthodoxe kerken de orthodoxe benaming als een symbool van hun theologische tradities.

### Jodendom
Het orthodox jodendom is een stroming binnen het jodendom die gekenmerkt wordt door de aanhankelijkheid aan de Thora zoals deze in de Talmoed wordt geïnterpreteerd. Er zijn betrokkenen die de benaming traditioneel jodendom aangenamer vinden. De minderheid van de Joden is orthodox. 
In de geloofsgemeenschap wordt aangedrongen op strikte naleving van de joodse wet (halacha) in al zijn facetten. Begin twintigste eeuw was orthodoxie nog de dominante vorm van het jodendom, maar honderd jaar later behoorde minder dan een vijfde van de joden tot orthodox-joodse congregaties. Het aandeel orthodoxen onder de joden neemt toe doordat het percentage huwelijken waarbij joden met niet-joden trouwen en hun kinderen niet joods zijn of niet-joods opgroeien, onder orthodoxe joden vele malen lager is dan onder niet-orthodoxen.
Het orthodox jodendom wordt gekenmerkt door de absolute acceptatie van de Thora als ultieme waarheid. Een kenmerk dat het orthodox jodendom van andere geloven en ook van de liberale stromingen van het jodendom onderscheidt, is het feit dat het orthodoxe jodendom een grote geschreven traditie heeft. Er zijn duizenden boeken die het geloof bepalen.
De orthodox-joodse wereld is geen eenheid, maar bestaat uit vele tientallen bewegingen, die ieder een eigen wereld kennen en soms in fel conflict met elkaar raken. De rechtervleugel is daarbij de charedische ofwel ultraorthodoxe wereld, terwijl de linkervleugel het modern-orthodox jodendom is. Ook binnen het charedisch en modern-orthodox jodendom kan deze terminologie gebruikt worden: zo zijn linkervleugel-charedim heel anders dan rechtervleugel-modern-orthodoxen.

#### Islam
Binnen de islam wordt het soennisme gezien als de orthodoxe islam. 